# Gaston Duffour
Pour les articles homonymes, voir Gaston et Duffour.
Gaston Duffour (22 avril 1875 à Saint-Josse-ten-Noode - 26 août 1953 à Versailles) est un général français.

## Biographie

### Déroulement de carrière
Sorti en 60e position de Saint-Cyr en 1897, il sert d'abord dans les chasseurs alpins. Il est promu successivement lieutenant en octobre 1899, capitaine en décembre 1909, chef de bataillon en mai 1915, lieutenant-colonel en 1917, colonel en 1922 et général de brigade en mai 1928. Il est général de division en 1931.
Il suit les cours de l'École de guerre en 1906 et sort breveté état-major. Ses stages le font servir un temps au sein des 19e régiment d'artillerie et 17e régiment de dragons.
Il est professeur une première fois en 1912 à l'école supérieure du génie (tactique et histoire-géographie) puis d'histoire militaire à l'École supérieure de guerre par décision du 22 juillet 1919.

### Éléments saillants
Le 5 août 1914, il est mis en route vers Dole (où stationne la 8e brigade de cavalerie légère de la 1re armée).
Pendant la Première Guerre mondiale, après s'être distingué sur le champ de bataille d'une part à la tête du 8e régiment d'infanterie, d'autre part en qualité d'officier de liaison, il est nommé chef du 3e bureau au Grand Quartier général, succédant au lieutenant-colonel Pont.
Après guerre, il commande le 64e régiment de tirailleurs marocains de 1924 à 1928 en Rhénanie puis une brigade mixte pendant la Guerre du Rif.
Promu général de division en 1931, il reçoit en 1932 le commandement de la 5e division d'infanterie. En novembre 1934, il prend à Rouen le commandement de la 3e région militaire. Il commémore, en novembre 1935, le « sacrifice [...] commandé et consenti, presque toujours obscur, des soldats [...] morts pour la patrie » et, le 14 juillet 1936, consigne les troupes dans leurs casernes lors d'une manifestation du Front populaire. Ces actions stoppent son avancement et il est atteint par la limite d'âge en avril 1937.
Le 22 mai 1940, il est chargé par le général Weygand de commander la défense de la Basse-Seine, avec une unité dénommée groupement Duffour.
C'est le général Duffour qui, le 8 juin 1940, veille de l'invasion de Rouen, fixe les modalités de défense de la Seine, en amont de la préfecture du département. Ces modalités de défense de retardement sont à l'origine, entre autres, du combat de Pont-de-l'Arche qui a lieu le lendemain.
Pendant ce temps, chassé de Rouen, il rejoint son chef, le général Altmayer, au château de Saint-Aubin-d'Écrosville.

### Distinctions
- Chevalier de la Légion d'honneur, nommé le 11 janvier 1916, décoré le 24 octobre 1922
- Officier de la Légion d'honneur du 28 décembre 1918
- Commandeur de la Légion d'honneur, insigne remis à Caen devant les troupes par le général de corps d'armée Charles Errard 11 mars 1933[4]
- Grand officier de la Légion d'honneur (1937)[1], insignes remis par Albert Lebrun, président de la République, le 14 juillet.
- Croix de guerre 1914–1918 (1916)
- Croix de guerre (Belgique)
- Distinguished Service Cross des États-Unis (9 avril 1918)
- Ordre de l'Aigle blanc de Serbie, 4e classe (18 mars 1918)
- Officier de l'ordre de Léopold (28 octobre 1918) (Belgique)
- compagnon de l'ordre de Saint-Michel et Saint-Georges du Royaume-Uni (31 décembre 1918)
- Officier de l'ordre de la Couronne d'Italie (janvier 1919)
- Médaille de la Victoire (1er décembre 1919)
- Officier d'académie (1920)

### Famille
Le 15 octobre 1900, il se marie à Zoé Jeanne Charlotte Germaine Duffour. Ensemble, ils ont un fils, Pierre (°1906), qui optera pour la carrière militaire.

### Publications
- Histoire de la Guerre mondiale. Tome I, Joffre et la guerre de mouvement 1914, Payot, 1937[5] (le tome II (Joffre et la guerre d'usure 1916) est publié sous la signature du général Marius Daille.
- Cours d'art militaire : Guerre de 1914-1918, conférences par le lieutenant-colonel Duffour ; École supérieure de guerre - Lithographie de l'École supérieure de guerre, 1919[6]
- Cours d'histoire : La guerre de 1914-1918, par le colonel Duffour, Paris, École supérieure de guerre, 1923, impr. 1924[7]
- Cours de stratégie : Deux conférences sur l'élément terrain en stratégie (complément au t. IV) par le général Duffour, Centre des hautes études militaires, 1931[8]
- Le Togo et le Cameroun ont été conquis de haute lutte et payés du sang de nos soldats et non pas arrachés à l'Allemagne vaincue comme on le dit outre-Rhin - Le Mittelafrika, véritable mesure de l'appétit colonial du IIIe Reich, par le général Duffour, Paris, Centre de propagande des républicains nationaux, 1938, 4 p., articles extraits de L'Époque, 25 octobre et 3 novembre 1938 (FRBNF35261793)